# Girls like Me
Girls like Me è un album in studio della cantante di musica country statunitense Tanya Tucker, pubblicato nel 1986.

## Tracce
1. One Love at a Time (Paul Overstreet, Paul Davis) – 2:52
2. I'll Come Back as Another Woman (Kent Robbins, Richard E. Carpenter) – 3:59
3. Fool, Fool Heart (Rick Peoples, Roger Brown) – 3:18
4. Just Another Love (Davis) – 3:10
5. Girls like Me (Matraca Berg, Ronnie Samoset) – 3:54
6. Somebody to Care (Alan Rhody, Bill Caswell) – 3:32
7. It's Only Over for You (Rory Bourke, Mike Reid) – 3:03
8. Daddy Long Legs (Marshall Chapman) – 3:38
9. You Could Change My Mind (Lewis Anderson) – 3:31
10. Still Hold On (Kim Carnes, Dave Ellingson, Wendy Waldman, Eric Kaz) – 4:12